# عاصفة الولايات المتحدة الثلجية (يناير 2016)
عاصفة الولايات المتحدة الثلجية (يناير 2016) كانت عاصفة ثلجية قوية ومدمرة ضربت أجزاء من وسط المحيط الأطلسي وشمال شرق الولايات المتحدة الأمريكية، ونتج عنها ما يصل إلى 91 سم من الثلج خلال الفترة من 22 إلى 24 يناير (كانون الثاني) 2016. تطورت عاصفة الولايات المتحدة الثلجية لعام 2016 من منخفض جوي قصير الموجة تشكّل في شمال غرب المحيط الهادئ في 19 يناير (كانون الثاني) 2016، وتجمع في منطقة ضغط منخفض محددة في 21 يناير فوق ولاية تكساس.
أشار خبراء الأرصاد الجوية إلى أن العاصفة الناتجة من المحتمل أن تنتج أكثر من 61 سم من الجليد عبر مساحة واسعة من منطقة وسط المحيط الأطلسي، وهو ما قد يؤدي إلى تعطيل حركة النقل والمواصلات في الثلث الشرقي من الولايات المتحدة الأمريكية، ويجعل منها عاصفة ثلجية ذات آثار محتملة غير مسبوقة. وصف خبير الطقس الشتوي بول كوتشين عاصفة يناير 2016 الثلجية على الولايات المتحدة بأنها واحدة من أقوى 10 عواصف ثلجية.[3] أعلن حكام إحدى عشرة ولاية أمريكية، بالإضافة إلى عمدة واشنطن العاصمة، حالة الطوارئ خلال الفترة من 20 إلى 22 يناير (كانون الثاني) 2016 تحسبًا لتساقط ثلوج كثيفة وعواصف ثلجية. أثرت عاصفة يناير 2016 الثلجية في الولايات المتحدة على ما يقرب من 103 ملايين شخص، وتلقى نحو 33 مليون شخص تحذيرات من العواصف الثلجية. كما أُلغيت أكثر من 13 ألف رحلة جوية بسبب العاصفة، وامتدت آثار العاصفة أيضًا إلى جميع أنحاء العالم. وضعت الحكومة الأمريكية الآلاف من أفراد الحرس الوطني في حالة تأهب، كما نشرت الولايات الأمريكية ملايين الجالونات من المحلول الملحي وآلاف الأطنان من ملح الطرق لتخفيف تأثير العاصفة على الطرق، وفُرض حظر التجول في كل من مدينة نيويورك ومدينة نيوارك بولاية نيوجيرسي يومي 23 و24 يناير (كانون الثاني) 2016. أُطلقت على عاصفة يناير 2016 الثلجية في الولايات المتحدة أسماء غير رسمية مختلفة، ومنها عاصفة الشتاء جوناس، وعاصفة 2016 الثلجية، وعاصفة سنوزيلا.
شهدت سبع ولايات أمريكية تساقط ثلوج تجاوز حجمها 76 سم (30 بوصة)، وبلغت ذروتها في مدينة غلينغاري بولاية فرجينيا الغربية عند 110 سم (42 بوصة). وأدت الطرق المغطاة بالجليد والثلوج إلى وقوع مئات الحوادث في جميع أنحاء المنطقة المتضررة، والتي أسفر العديد منها عن وفيات وإصابات. فقد لقي ما لا يقل عن 55 شخصًا حتفهم في حوادث مرتبطة بالعاصفة، منهم اثنا عشر شخصًا لقوا حتفهم في ولاية فرجينيا، وتسعة أشخاص لقوا حتفهم في ولاية بنسلفانيا، وستة أشخاص لقوا حتفهم في كل من ولاية نيوجيرسي وولاية نيويورك وولاية كارولينا الشمالية، وأربعة أشخاص لقوا حتفهم في ولاية كارولينا الجنوبية، وثلاثة أشخاص لقوا حتفهم في كل من ولاية ماريلاند وولاية واشنطن العاصمة، كما لقي شخص واحد حتفه في كل من ولاية أركنساس ومدينة ديلاوير وولاية جورجيا وولاية كنتاكي وولاية ماساتشوستس وولاية أوهايو. قُدّرت الخسائر الاقتصادية الإجمالية الناجمة عن العاصفة الثلجية بما يتراوح بين 500 مليون دولار أمريكي و3 مليارات دولار أمريكي. صُنفت العاصفة كحدث بيئي متطرف من الفئة الخامسة في الشمال الشرقي بحسب مؤشر تساقط الثلوج الإقليمي، وحدث من الفئة الرابعة في المناطق الواقعة في الجنوب الشرقي من الولايات المتحدة. وتُعتبر عاصفة يناير 2016 الثلجية في الولايات المتحدة هي أحدث عاصفة شتوية تُصنف كعاصفة شتوية من الفئة الخامسة، والأولى منذ عاصفة يوم جرذ الأرض الثلجية عام 2011.

## الاستعدادات

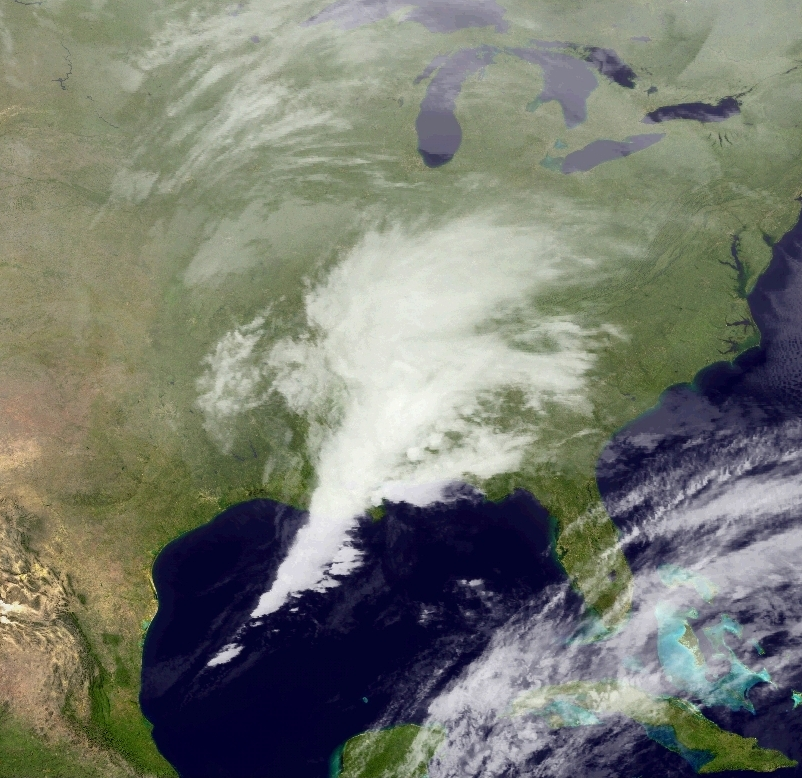
عاصفة يناير 2016 الثلجية التي تطورت في الساعة 9:30 مساءً بتوقيت شرق الولايات المتحدة الأمريكية يوم 21 يناير 2016 (02:30 بالتوقيت العالمي المنسق، 22 يناير)، فوق جنوب الولايات المتحدة الأمريكية

أصدرت مكاتب متعددة تابعة للهيئة الوطنية للأرصاد الجوية بالولايات المتحدة الأمريكية تحذيرات متنوعة من عاصفة يناير 2016 الثلجية على طول المسار المتوقع للعاصفة، والذي شمل ساحل ولاية كونيتيكت؛ ومعظم أجزاء ولاية ديلاوير، ومعظم أجزاء ولاية ماريلاند، وولاية ماساتشوستس، وخاصة مدينة مارثا فينيارد، ومعظم أجزاء ولاية نيوجيرسي، وولاية نيويورك، بما في ذلك مدينة نيويورك، وولاية بنسلفانيا، وولاية رود آيلاند، وخاصة مدينة بلوك آيلاند، وولاية فرجينيا؛ وولاية واشنطن العاصمة.
كما صدرت تحذيرات من العواصف الشتوية على طول المسار المُمتد من ولاية أركنساس إلى ولاية ماساتشوستس، والذي يتضمن أجزاءًا من ولاية كونيتيكت، وشمال ولاية جورجيا، وأقصى جنوب ولاية إلينوي، وأقصى جنوب ولاية إنديانا، وكامل أراضي ولاية كنتاكي، وأقصى شمال شرق ولاية لويزيانا، وجنوب شرق ولاية ماساتشوستس، وشمال شرق ولاية ميسيسيبي، وأقصى جنوب شرق ولاية ميسوري، وأقصى جنوب ولاية نيويورك، ومعظم أنحاء ولاية كارولاينا الشمالية، وجنوب ولاية أوهايو، وجنوب ولاية رود آيلاند، وشمال ولاية كارولاينا الجنوبية، ومعظم أجزاء ولاية تينيسي، ومعظم أجزاء ولاية فرجينيا، وجميع أراضي ولاية فرجينيا الغربية. كما غطت تحذيرات الأمطار الثلجية أيضًا أجزاءًا من ولايتي كارولاينا الشمالية والجنوبية. غطت تحذيرات الطقس الشتوي الإضافية أجزاءًا ومناطق أخرى من الولايات المتحدة الأمريكية، بما في ذلك منطقة شرق ولاية كانساس ومنطقة جنوب شرق ولاية ميسوري ومنطقة شمال ولاية ألاباما. وفي عرض البحر، غطت تحذيرات العواصف بعض المناطق الواقعة على المسار المُتوقّع للعاصفة بدءًا من ولاية جورجيا، وحتى ولاية مين.
في يومي 21 و22 يناير (كانون الثاني) 2016، أعلن حكام ولايات ديلاوير، وجورجيا، وكنتاكي، وميريلاند، ونيويورك، ونيوجيرسي، وكارولينا الشمالية، وفرجينيا، وبنسلفانيا، وتينيسي، وفرجينيا الغربية، بالإضافة إلى رئيس بلدية واشنطن العاصمة، حالة الطوارئ تحسبًا لتساقط ثلوج كثيفة وظروف عاصفة ثلجية.